# Daniel Chodowiecki

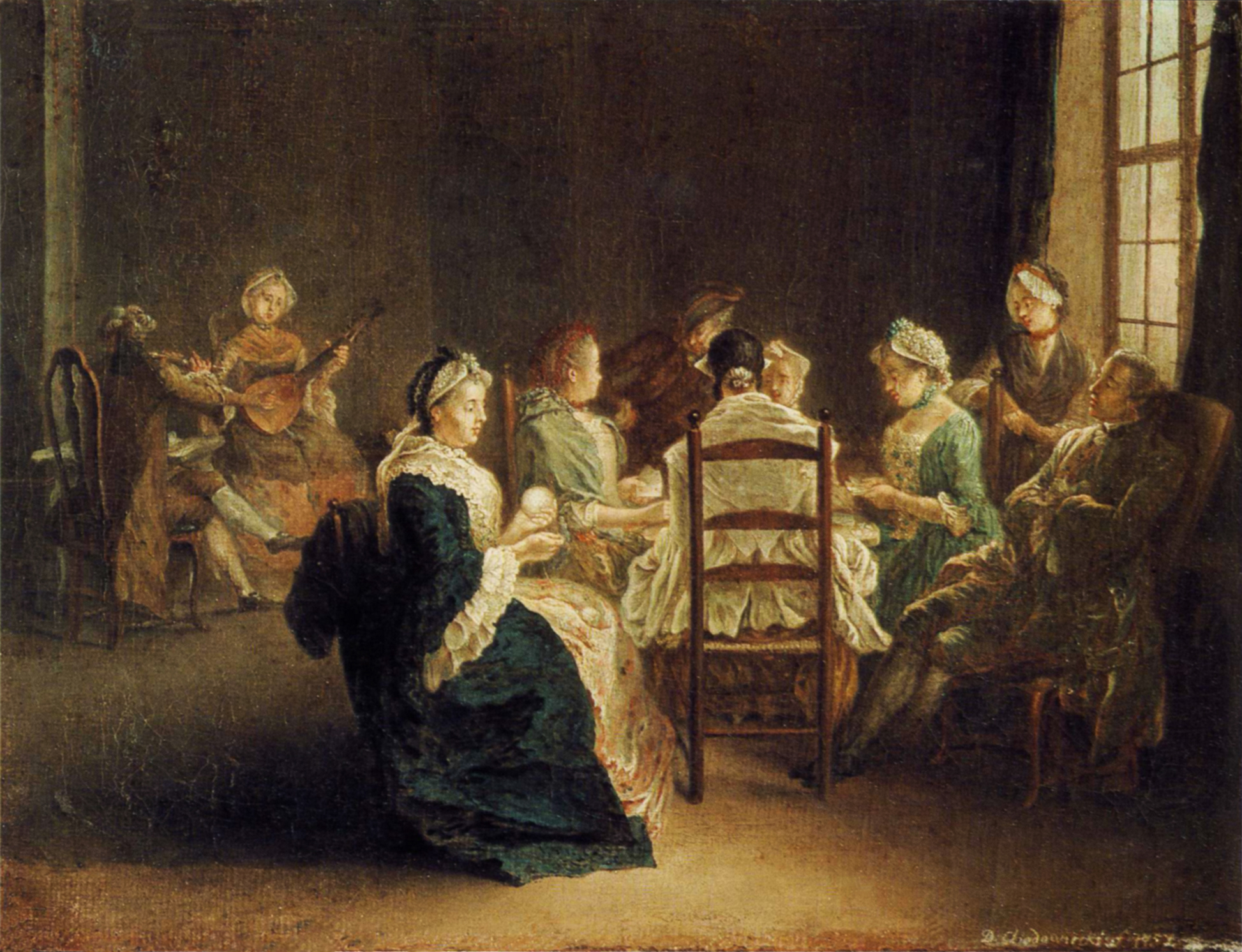
Sociedad jugando a las cartas (1757), Stiftung Stadtmuseum, Berlín

Daniel Nikolaus Chodowiecki (en polaco: Daniel Mikołaj Chodowiecki, Gdansk, 16 de octubre de 1726–Berlín, 7 de febrero de 1801) fue un pintor y grabador alemán. 

## Biografía
Nació en Gdansk, entonces perteneciente a la República de las Dos Naciones. En 1743 se instaló en Berlín. Se inició como pintor de esmaltes, sobre todo para tabaqueras. También practicó la miniatura y la acuarela. Sus primeros cuadros eran deudores del rococó francés. En 1764 ingresó en la Academia de las Artes de Berlín.
Destacó sobre todo como grabador, especialmente en escenas de género e ilustraciones de libros. En sus estampas de la sociedad berlinesa mostró igual que en sus cuadros el influjo del arte francés, siendo perceptible en algunas de sus obras el estilo de Greuze (Despedida de Calas, 1765, Museumszentrum Berlin-Dahlem) o, en otras, de Watteau (Reunión galante en el Tiergarten en Berlín, Museo de Leipzig). En otras composiciones fue más original, aunando el estilo galante francés con un intimismo más sencillo y sincero, en el que muestra una aguda observación de la sociedad de su tiempo (Habitación de la parturienta, Taller del pintor).
También decoró libros y almanaques con hábil sentido compositivo, como el Don Quijote de Miguel de Cervantes, el Orlando furioso de Ariosto, los Idilios de Salomon Gessner y el Werther de Goethe.
Realizó unos 2000 grabados, generalmente al aguafuerte, con una técnica minuciosa tanto a línea como en el punteado. También fue un hábil dibujante, tanto en dibujos preparatorios para grabados (Viaje de Berlín a Gdansk, El vicario de Wakefield) como individuales (Muchacha sentada).
También fue ilustrador de Buffon y de Pestalozzi, entre otros y director de la Academia de las Artes de Berlín (1797-1801).